# 북위 38도
북위 38도(北緯三十八度)는 적도를 기준으로 북쪽으로 38도를 지나는 위선이다. 유럽과 지중해, 아시아, 태평양, 북아메리카, 대서양을 지난다. 특히 한반도의 중앙을 가로지르며, 한국 현대사에서 중요한 의미를 지닌다.

## 지리
본초 자오선에서 동쪽 방향으로 다음 지역을 지난다.
| 좌표                                                    | 나라, 지역, 해역       | 주석 |
| ------------------------------------------------------- | ---------------------- | --- |
| 북위 38° 0′ 동경 0° 0′  / 북위 38.000° 동경 0.000°      | 지중해                 | 이탈리아의 마레티모섬 바로 북쪽을 지난다. |
| 북위 38° 0′ 동경 12° 19′  / 북위 38.000° 동경 12.317°   | 이탈리아               | 레반초섬과 시칠리아섬 |
| 북위 38° 0′ 동경 15° 25′  / 북위 38.000° 동경 15.417°   | 지중해                 | 메시나 해협 |
| 북위 38° 0′ 동경 15° 38′  / 북위 38.000° 동경 15.633°   | 이탈리아               | 레조디칼라브리아 남부 교외를 지난다. |
| 북위 38° 0′ 동경 16° 8′  / 북위 38.000° 동경 16.133°    | 지중해                 | 이오니아해 - 그리스의 케팔로니아섬과 자킨토스섬 사이를 지난다. |
| 북위 38° 0′ 동경 21° 16′  / 북위 38.000° 동경 21.267°   | 그리스                 | 수도인 아테네 북부 교외를 지난다. |
| 북위 38° 0′ 동경 24° 2′  / 북위 38.000° 동경 24.033°    | 에게해                 | |
| 북위 38° 0′ 동경 24° 14′  / 북위 38.000° 동경 24.233°   | 그리스                 | 페탈리오이섬과 에비아섬 |
| 북위 38° 0′ 동경 24° 34′  / 북위 38.000° 동경 24.567°   | 에게해                 | 그리스의 안드로스섬 바로 북쪽(북위 37° 59′ 57″ 동경 24° 47′ 23″ / 북위 37.99917° 동경 24.78972° )을 지난다. |
| 북위 38° 0′ 동경 27° 7′  / 북위 38.000° 동경 27.117°    | 튀르키예               | 코니아와 니데를 지난다. |
| 북위 38° 0′ 동경 44° 17′  / 북위 38.000° 동경 44.283°   | 이란                   | 타브리즈의 바로 남쪽을 지난다. |
| 북위 38° 0′ 동경 48° 55′  / 북위 38.000° 동경 48.917°   | 카스피해               | |
| 북위 38° 0′ 동경 53° 49′  / 북위 38.000° 동경 53.817°   | 투르크메니스탄         | |
| 북위 38° 0′ 동경 55° 17′  / 북위 38.000° 동경 55.283°   | 이란                   | |
| 북위 38° 0′ 동경 57° 22′  / 북위 38.000° 동경 57.367°   | 투르크메니스탄         | 아시가바트 바로 북쪽을 지난다. |
| 북위 38° 0′ 동경 66° 38′  / 북위 38.000° 동경 66.633°   | 우즈베키스탄           | |
| 북위 38° 0′ 동경 68° 17′  / 북위 38.000° 동경 68.283°   | 타지키스탄             | |
| 북위 38° 0′ 동경 70° 19′  / 북위 38.000° 동경 70.317°   | 아프가니스탄           | |
| 북위 38° 0′ 동경 71° 16′  / 북위 38.000° 동경 71.267°   | 타지키스탄             | |
| 북위 38° 0′ 동경 74° 54′  / 북위 38.000° 동경 74.900°   | 중화인민공화국         | 신장 위구르 자치구 칭하이성 간쑤성 내몽골 자치구 닝샤 후이족 자치구 내몽골 자치구 산시성 (섬서성) − 약 5 km 내몽골 자치구 − 약 14 km 산시성 (섬서성) 산시성 (산서성) — 타이위안시 바로 북쪽을 지난다. 허베이성 — 스자좡시 바로 남쪽을 지난다. 산둥성 |
| 북위 38° 0′ 동경 118° 58′  / 북위 38.000° 동경 118.967° | 황해                   | 대한민국의 백령도 바로 북쪽을 지난다. |
| 북위 38° 0′ 동경 125° 7′  / 북위 38.000° 동경 125.117°  | 조선민주주의인민공화국 | 황해남도(옹진반도) — 옹진군, 강령군 |
| 북위 38° 0′ 동경 125° 35′  / 북위 38.000° 동경 125.583° | 황해                   | 옹진만 |
| 북위 38° 0′ 동경 125° 46′  / 북위 38.000° 동경 125.767° | 조선민주주의인민공화국 | 황해남도 — 해주시, 청단군, 연안군, 배천군 황해북도 — 개풍군, 개성시, 장풍군 |
| 북위 38° 0′ 동경 126° 49′  / 북위 38.000° 동경 126.817° | 대한민국               | 경기도 — 연천군, 파주시, 포천시, 가평군 강원특별자치도 — 화천군, 춘천시, 인제군, 양양군 |
| 북위 38° 0′ 동경 128° 44′  / 북위 38.000° 동경 128.733° | 동해                   | |
| 북위 38° 0′ 동경 138° 14′  / 북위 38.000° 동경 138.233° | 일본                   | 사도가섬: — 니가타현 |
| 북위 38° 0′ 동경 138° 33′  / 북위 38.000° 동경 138.550° | 동해                   | |
| 북위 38° 0′ 동경 139° 14′  / 북위 38.000° 동경 139.233° | 일본                   | 혼슈섬: — 니가타현 — 야마가타현 — 미야기현 |
| 북위 38° 0′ 동경 140° 55′  / 북위 38.000° 동경 140.917° | 태평양                 | |
| 북위 38° 0′ 서경 123° 1′  / 북위 38.000° 서경 123.017°  | 미국                   | 캘리포니아주 (스톡턴을 지난다) 네바다주 유타주 콜로라도주 캔자스주 (뉴턴을 지난다) 미주리주 일리노이주 인디애나주 (에번즈빌을 지난다) 켄터키주 (렉싱턴을 지난다) 웨스트버지니아주 버지니아주                                                         |
| 북위 38° 0′ 서경 76° 28′  / 북위 38.000° 서경 76.467°   | 체서피크만             | |
| 북위 38° 0′ 서경 75° 53′  / 북위 38.000° 서경 75.883°   | 미국                   | 메릴랜드주 버지니아주 |
| 북위 38° 0′ 서경 75° 16′  / 북위 38.000° 서경 75.267°   | 대서양                 | 포르투갈 아소르스 제도의 피쿠섬과 상미겔섬 사이를 지난다. |
| 북위 38° 0′ 서경 8° 51′  / 북위 38.000° 서경 8.850°     | 포르투갈               | 세투발현 베자현 - 베자 바로 남쪽을 지난다. |
| 북위 38° 0′ 서경 7° 12′  / 북위 38.000° 서경 7.200°     | 스페인                 | 안달루시아 지방 에스트레마두라 지방 안달루시아 지방 무르시아 지방 - 무르시아 바로 북쪽을 지난다. 발렌시아 지방 |
| 북위 38° 0′ 서경 0° 39′  / 북위 38.000° 서경 0.650°     | 지중해                 | |

## 같이 보기
- 북위 37도
- 북위 39도
- 38선

## 참고 자료
- 신복룡 (2001년 12월 20일). 〈미국은 당초 4대국 분할을 획책했다〉. 《한국사 새로 보기》 초 2쇄판. 서울: 도서출판 풀빛. 220~227쪽쪽. ISBN 89-7474-870-3.